# Alshat
Alshat (von arabisch الشاة, DMG aš-šāt ‚das Schaf‘) ist der Eigenname des Sterns Ny Capricorni (ν Cap) im Sternbild Steinbock. Alshat hat eine scheinbare Helligkeit von 4,8 mag und ist ca. 253 Lichtjahre entfernt.
Der Stern bewegt sich für Beobachter auf der Erde mit einer Eigenbewegung von etwa 21 Millibogensekunden/Jahr über den Himmel. Bei seiner Entfernung entspricht dies einer Geschwindigkeit von etwa 7 km/s, während er sich zusätzlich mit einer Geschwindigkeit von 1 km/s auf uns zu bewegt. Im Raum bewegt sich der Stern demnach mit einer Geschwindigkeit von etwa 7 km/s relativ zu unserer Sonne.
Es handelt sich bei Ny Capricorni um einen blau-weißen Unterriesen von etwa 2,8-facher Masse, 3-fachem Durchmesser und 87-facher Leuchtkraft der Sonne. Seine Oberflächentemperatur liegt bei etwa 10.100 K.
Der Eigenname des Sterns „Alshat“ ist mythologisch im Zusammenhang mit dem Eigennamen „Dabih“ des benachbarten Sterns Beta Capricorni zu sehen, was „(Glücksstern des) Schlachtenden“ bedeutet, diesem wird das Schaf symbolisch zur Schlachtung zugeführt.

## Wissenschaftliche Untersuchungen
Das Licht des Sterns wurde spektroskopisch auf die Häufigkeit verschiedener Elemente hin untersucht. Besonderheiten in den Profilen der Spektrallinien, ähnlich wie auch bei Wega und anderen Sternen beobachtet, können möglicherweise dadurch erklärt werden, dass der Stern schnell rotiert, wobei aber seine Rotationsachse näherungsweise auf uns gerichtet ist, da der Wert der projizierten äquatorialen Rotationsgeschwindigkeit v∙sin i nur etwa 24 km/s beträgt.